# Đại học California tại Berkeley
Viện Đại học California–Berkeley (tiếng Anh: University of California, Berkeley; viết tắt là UC Berkeley, Berkeley, Cal, hoặc California), còn gọi là Đại học California–Berkeley, là một viện đại học công lập uy tín hàng đầu nằm trong khu vực vịnh San Francisco, tại thành phố Berkeley, California. Đây là viện đại học đầu tiên và nổi tiếng nhất của hệ thống Viện Đại học California, một trong ba hệ thống giáo dục công lập của tiểu bang, bao gồm hệ thống California State University và California Community College.
Trường được công nhận bởi Times Higher Education World University Rankings là một trong sáu trường đại học danh giá nhất thế giới (cùng với Đại học Cambridge, Đại học Harvard, Viện Công nghệ Massachusetts, Đại học Oxford và Đại học Stanford) trong bảng xếp hạng công bố năm 2015 và nằm ở vị trí thứ tư theo bảng xếp hạng Best Global Universities của U.S News năm 2018-2019 với khảo sát bao gồm các trường của Mỹ và gần 50 quốc gia khác. Báo cáo của Academic Ranking of World Universities (ARWU) cũng xếp University of California, Berkeley ở vị trí thứ năm trong bảng xếp hạng toàn cầu. Xét về các ngành học, trường đứng thứ ba về Ngành Kỹ thuật, thứ tư trong Lĩnh vực Khoa Học Xã hội và thứ nhất về Toán Học và Khoa học Đời Sống. Trường cũng nổi tiếng trong việc đào tạo một số lượng lớn Kinh tế Gia.
Được thành lập năm 1868 do sáp nhập trường tư thục Trường Đại học California (College of California) và trường công lập Trường Đại học Cơ khí, Mỏ, và Nông nghiệp (Agricultural, Mining, and Mechanical Arts College), UC Berkeley đã có những đóng góp quan trọng về khoa học tự nhiên và các hoạt động xã hội. Các giảng viên, cựu sinh viên và nghiên cứu sinh của trường đã giành tổng cộng 107 giả Nobel (bao gồm 33 giải của cựu sinh viên), 9 giải Wolf, 14 huy chương Fields, 25 giải Turing, 45 học giả MacArthur, 20 giải Academy, và 19 giải Pulitzer. Berkeley có hệ thống giáo dục bậc cử nhân rất đa dạng và được xem là trung tâm nghiên cứu của rất nhiều ngành học. Viện đại học đạt nhiều thành tích về vật lý, hóa học và các ngành sinh học trong thế kỷ 20, như sáng chế ra máy cyclotron, cách ly thành công vi khuẩn bại liệt ở người, phát triển khái niệm tia laser, giải thích nguyên lý của quang hợp, thiết kế thí nghiệm chứng minh định lý Bell, tạo ra hệ điều hành BSD Unix, khám phá ra mối liên quan giữa sự giãn nở của vũ trụ và Vật chất tối, công nghệ chỉnh sửa gen CRISPR, Điều trị miễn dịch ung thư,... và phát hiện ra 17 nguyên tố hóa học – nhiều hơn bất cứ viện đại học nào khác trên thế giới, trong đó có Plutonium, Berkelium và Californium, cũng như thành lập nhiều công ty hàng đầu như Apple Inc., Intel, Tesla Motors, EBay, HTC, Activision Blizzard, SanDisk, VMware,... Viện đại học cũng đạt được nhiều giải thưởng về Toán, giải Nobel Kinh tế và giải Nobel Văn học. Các nhà vật lý của Berkeley nằm trong nhóm khoa học gia phát triển Dự án Manhatttan chế tạo bom nguyên tử trong Chiến tranh thế giới thứ hai và bom khinh khí không lâu sau đó.
Berkeley tham gia các cuộc thể thao giữa sinh viên các trường với tên California Golden Bears (Những con gấu vàng của California), đạt nhiều danh hiệu quốc gia trong các môn như bóng bầu dục Mỹ, bóng rổ nam, bóng chày, bóng nước, v.v. cũng như đã giành được 207 huy chương Thế vận hội Olympic (117 vàng, 51 bạc và 39 đồng). Màu áo chính thức của trường và đội thể thao là màu xanh dương và màu vàng.

## Lịch sử

### Thành lập
Năm 1866, vùng đất thời bây giờ là khuôn viên của đại học Berkeley được mua bởi trường tư College of California. Bởi vì không đủ kinh phí để vận hành, cuối cùng nó sáp nhập với trường công lập với tên gọi Cao đẳng Nông nghiệp, Khai mỏ, Cơ khí, Nghệ thuật để trở thành Đại học California. Văn bản thành lập trường được ký bởi Thống đốc bang California Henry H. Haight vào 23 tháng 3 năm 1868 và Henry Durant, người sáng lập ra College of California, trở thành Hiệu trưởng đầu tiên.
Trường đại học mở ra vào năm 1869 sử dụng các tòa nhà trước đây của College of California ở Oakland như là nơi tạm thời trong khi một campus mới đang được xây dựng. Với sự hoàn tất của North và South Halls vào năm 1875, trường dời về địa điểm hiện nay ở Berkeley với 167 sinh viên nam và 222 sinh viên nữ.

### Phát triển ban đầu
Trường đại học này đã trưởng thành dưới quyền lãnh đạo của Benjamin Ide Wheeler, người là Hiệu trưởng trường từ 1899 đến 1919. Danh tiếng của trường các nổi khi Hiệu trưởng Wheeler đã thành công trong việc thu hút các giáo sư nổi tiếng về trường và thu hút được nhiều ngân sách cho việc nghiên cứu và cấp học bổng. Campus bắt đầu có dáng vẻ của một đại học tầm cỡ đương thời với các tòa nhà Beaux-Arts và neoclassical, bao gồm California Memorial Stadium (1923) được thiết kế bởi kiến trúc sư John Galen Howard; những tòa nhà này tạo thành phần chính campus của Đại học Berkeley hiện nay.

### Chiến tranh thế giới thứ hai
Trong Chiến tranh thế giới thứ hai, Ernest Orlando Lawrence lãnh đạo Phòng thí nghiệm phóng xạ ở trên các dãy đồi bên trên Berkeley bắt đầu các hợp đồng với Quân đội Hoa Kỳ để phát triển bom nguyên tử, có liên quan đến các nghiên cứu tiên phong trong vật lý hạt nhân ở Berkeley, bao gồm cả việc khám phá ra plutonium (lúc đó được xem là bí mật quốc gia) của Glenn Seaborg (Phòng 307 tòa nhà Gilman Hall, nơi Seaborg khám phá ra plutonium, sau này là một địa điểm lịch sử cấp quốc gia). Giáo sư vật lý của UC Berkeley J. Robert Oppenheimer được cử làm người đứng đầu về khoa học của Dự án Manhattan vào năm 1942. Cùng với hậu duệ của Phòng thí nghiệm phóng xạ, bây giờ là Phòng thí nghiệm quốc gia Lawrence tại Berkeley (Lawrence Berkeley National Laboratory), Đại học California cũng quản lý hai phòng thí nghiệm khá có cùng độ tuổi, Los Alamos National Laboratory và Lawrence Livermore National Laboratory, được thành lập vào 1943 và 1952.

### Các ảnh hưởng chính trị trong những năm 1950 và 1960
Trong thời McCarthy vào năm 1949, Hội đồng quản trị đã đưa ra lời thề trung thành với chủ nghĩa chống cộng sản được ký tất cả bởi các nhân viên của Đại học California. Một số lớn các giáo sư phản đối lời thề này đã bị cho thôi việc; mười năm trôi qua trước khi họ được khôi phục lại vị trí cũ với lương cũ. Một trong số đó, Edward C. Tolman— một nhà tâm lý học so sánh nổi tiếng — đã có một tòa nhà đặt theo tên ông là nơi của khoa tâm lý và giáo dục. Lời thề"ủng hộ bảo vệ Hiến pháp Hoa Kỳ hiến pháp tiểu bang California chống lại tất cả các kẻ thù, trong nước và ngoài nước"vẫn còn bắt buộc đối với tất cả các nhân viên của Đại học California.